# Wijken en buurten in Geldermalsen
De voormalige Nederlandse gemeente Geldermalsen is voor statistische doeleinden onderverdeeld in wijken en buurten. De gemeente is verdeeld in de volgende statistische wijken:
- Wijk 00 Geldermalsen (CBS-wijkcode:023600)
- Wijk 01 Deil (CBS-wijkcode:023601)
- Wijk 02 Beesd (CBS-wijkcode:023602)
- Wijk 03 Buurmalsen (CBS-wijkcode:023603)

Een statistische wijk kan bestaan uit meerdere buurten. Onderstaande tabel geeft de buurtindeling met kentallen volgens het Centraal Bureau voor de Statistiek (2008):
| CBS-buurtcode | Buurtnaam                           | Inwonertal | Opp. totaal (ha) | Opp. land (ha) | Ligging                |
| ------------- | ----------------------------------- | ---------- | ---------------- | -------------- | ---------------------- |
| BU02360000    | Geldermalsen-Centrum                | 3660       | 88               | 86             | Locatie in de gemeente |
| BU02360001    | Geldermalsen-West                   | 2560       | 109              | 105            | Locatie in de gemeente |
| BU02360002    | Geldermalsen-Oost ('t Rot)          | 610        | 60               | 59             | Locatie in de gemeente |
| BU02360003    | Geldermalsen-Zuid                   | 3140       | 122              | 122            | Locatie in de gemeente |
| BU02360004    | Meteren                             | 3530       | 190              | 189            | Locatie in de gemeente |
| BU02360008    | Verspreide huizen Meteren           | 250        | 822              | 821            | Locatie in de gemeente |
| BU02360009    | Verspreide huizen Geldermalsen      | 470        | 564              | 549            | Locatie in de gemeente |
| BU02360100    | Deil                                | 1930       | 99               | 97             | Locatie in de gemeente |
| BU02360101    | Enspijk                             | 440        | 27               | 27             | Locatie in de gemeente |
| BU02360102    | Rumpt                               | 580        | 44               | 42             | Locatie in de gemeente |
| BU02360103    | Gellicum                            | 210        | 20               | 18             | Locatie in de gemeente |
| BU02360106    | Verspreide huizen Gellicum          | 90         | 478              | 463            | Locatie in de gemeente |
| BU02360107    | Verspreide huizen Rumpt             | 300        | 965              | 948            | Locatie in de gemeente |
| BU02360108    | Verspreide huizen Enspijk           | 130        | 667              | 656            | Locatie in de gemeente |
| BU02360109    | Verspreide huizen poldergebied Deil | 220        | 714              | 709            | Locatie in de gemeente |
| BU02360200    | Beesd                               | 3120       | 99               | 98             | Locatie in de gemeente |
| BU02360201    | Rhenoy                              | 480        | 24               | 21             | Locatie in de gemeente |
| BU02360202    | Acquoy                              | 410        | 21               | 19             | Locatie in de gemeente |
| BU02360207    | Verspreide huizen Acquoy            | 90         | 262              | 249            | Locatie in de gemeente |
| BU02360208    | Verspreide huizen Rhenoy            | 280        | 1073             | 1056           | Locatie in de gemeente |
| BU02360209    | Verspreide huizen Beesd             | 480        | 2004             | 1944           | Locatie in de gemeente |
| BU02360300    | Buurmalsen                          | 690        | 25               | 25             | Locatie in de gemeente |
| BU02360301    | Tricht                              | 1950       | 59               | 57             | Locatie in de gemeente |
| BU02360308    | Verspreide huizen Tricht            | 380        | 1377             | 1365           | Locatie in de gemeente |
| BU02360309    | Verspreide huizen Buurmalsen        | 280        | 254              | 248            | Locatie in de gemeente |